# ديف باريس
ديف باريس (بالإنجليزية: Dave Parris)‏ مواليد 1 مارس 1945 في إنجلترا، هو ملاكم محترف إنجليزي معتزل كان يصنف ضمن فئة الوزن الثقيل.

## إحصائيات
خاض خلال مسيرته 61 نزالا، فاز في 24 وتعادل في 7 وخسر في 30. فاز بالضربة القاضية في 4 نزالا.

## روابط خارجية
- ديف باريس على موقع بوكس ريك (الإنجليزية) (registration required)